# Salakovačko jezero
Salakovačko jezero nalazi se u Bosni i Hercegovini i kao hidroakumulacija Salakovac stvoreno je 1981. Dužina je 20 kilometara, površina oko 314 hektara, najveća dubina je oko 40 metara, dok su oscilacije vode oko 5 metara.